# Морбиан
Морбиан (фр. Morbihan, брет. Mor-Bihan) — департамент на западе Франции, один из департаментов региона Бретань. Порядковый номер — 56. Административный центр — Ван. Население — 759 684 человека (31-е место среди департаментов, данные 2019 года).

## География
Департамент Морбиан является частью региона Бретань и граничит с департаментами Финистер на западе, Кот-д’Армор на севере, Иль и Вилен на востоке и Атлантическая Луара на юго-востоке. На юге выходит на побережье Бискайского залива, включая  бухту Киберон и залив Морбиан.
Северная часть департамента занята лесами, в том числе лесом Пемпон, прототип легендарного Броселианда; Морбиан является самым лесистым департаментом Бретани. Сельскохозяйственные площади составляют 57% территории, что делает Морбиан наименее пригодным для сельского хозяйства департаментом Бретани (например, в департаменте Иль и Вилен доля таких площадей составляет 76 %).
Береговая линия департамента сильно изрезана: вместе с островами протяженность берегов составляет 800 км, второе место в Бретани. В Бискайский залив выходят устья больших рек и риа: риа Лорьян (слияние Блаве и Скорфа), риа Этель, риа Пенерф, Вилен, Оре, Лаита, Краш.
Территория департамента включает несколько островов, в том числе:
- Бель-Иль,
- Груа,
- Уа,
- Оэдик.

## История
Морбиан — один из первых 83 департаментов, образованных во время Великой французской революции в марте 1790 г. Возник на территории бывшей провинции Бретань, в основном в границах бывшей епархии Ван. Название происходит от бретонского названия залива Морбиан (Mor-Bihan, в переводе с бретонского буквально «маленькое море» — в отличие от «большого моря» (Mor braz), залива между Киброном и Ле-Круазик). Это единственный департамент континентальной Франции, название которого происходит полностью от регионального языка.
В Морбиане находятся одни из наиболее интересных мегалитов Франции — Гаврини и Диссиньяк.

## Экономика
Долгое время Морбиан, как и большинство департаментов Бретани, имел преимущественно сельскохозяйственную направленность. Наличие обширной береговой линии способствовало развитию рыболовства и морской торговли. Около половины территории департамента занята сельскохозяйственными площадями. Развито животноводство, особенно птицеводство. Морбиан занимает первое место среди департаментов Франции по продукции птицеводства, второе — по производству яиц, третье по производству говядины и шестое по производству молока. По добыче устриц занимает второе место.
Промышленность развита меньше, есть металлургические производства в Плоэрмеле и Энзензак-Локристе, судостроительные верфи в Лорьяне.
Сегодня в экономике департамента доминирует сектор услуг. Основные города Лорьян, Ван, Оре или Понтиви являются важными торговыми и туристическими центрами.

## Население
Крупнейшими городами департамента являются Лорьян (население 57,2 тыс. человек по данным 2017 года), Ван (53,4 тыс.), Ланестер (22,8 тыс.), Плёмёр (17,9 тыс.), Энбон (15,7 тыс.), Понтиви (14,6 тыс.), Оре (13,6 тыс.).

## Туризм
Департамент Морбиан привлекает туристов своим морским побережьем с просторными пляжами, красивой природой и историческими памятниками. Около 20 % всех домов в департаменте являются вторичным жильем (преимущественно, загородные виллы).

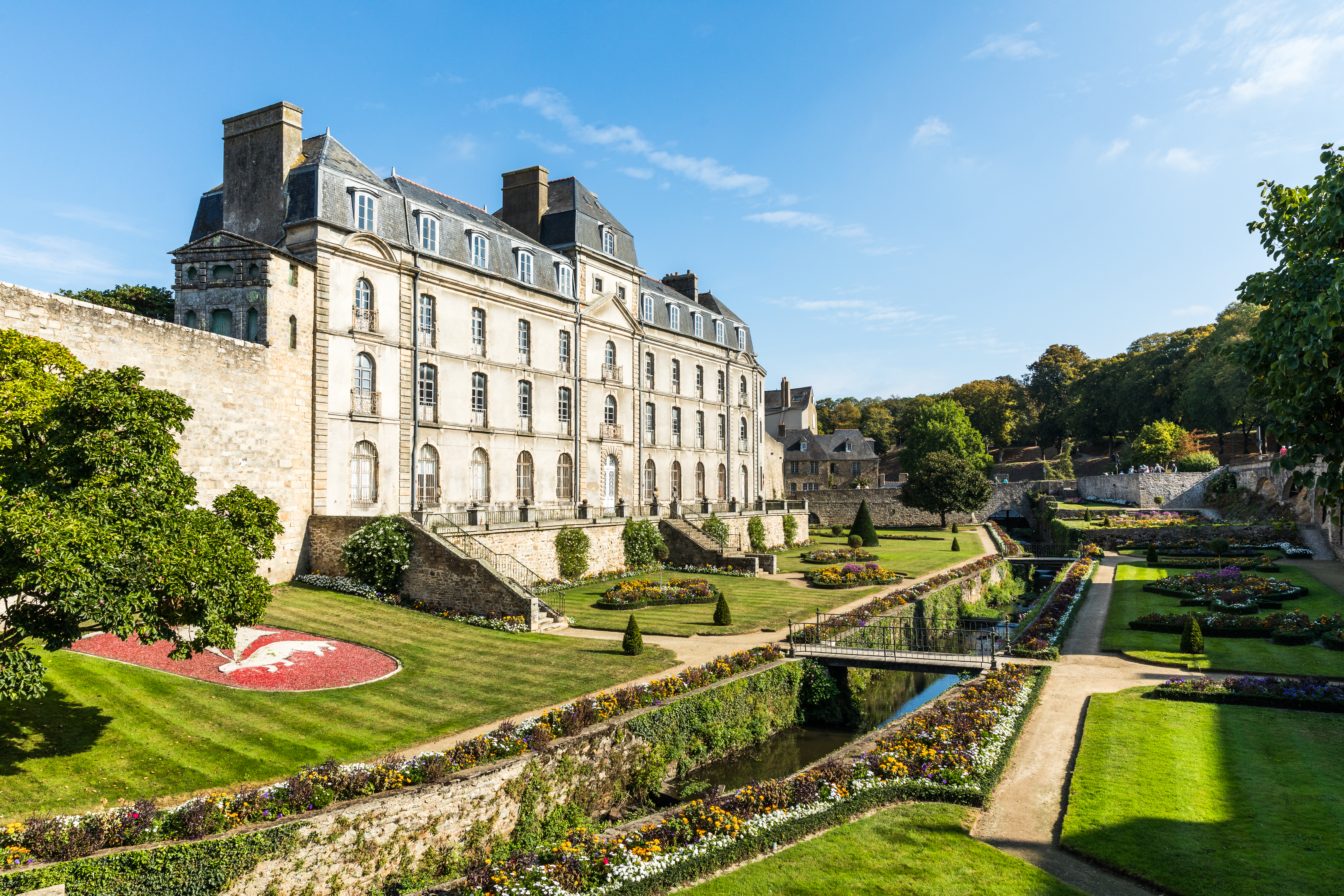
Шато Эрмин в Ване
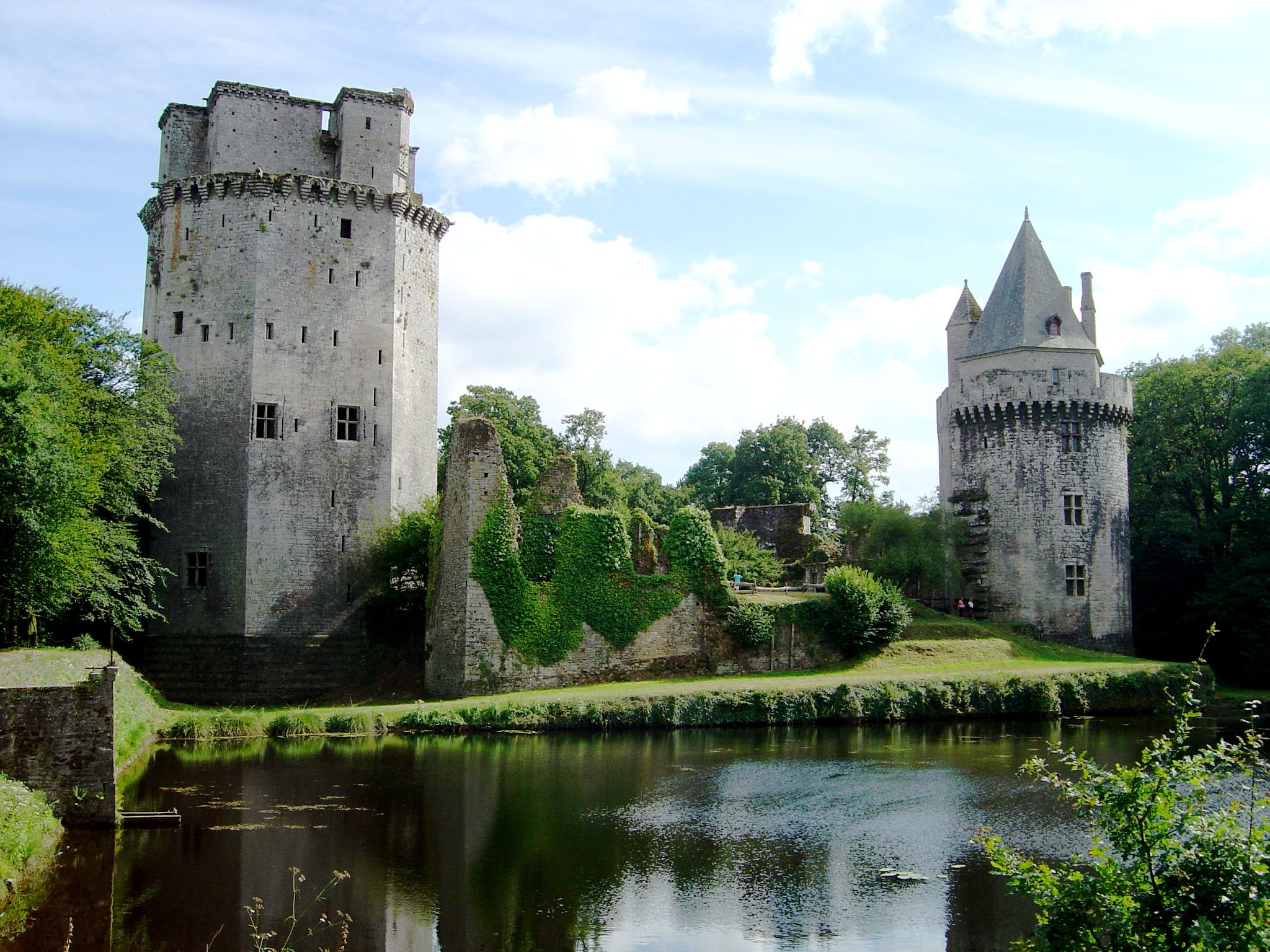
Руины замка Лоргоэ в Эльвене
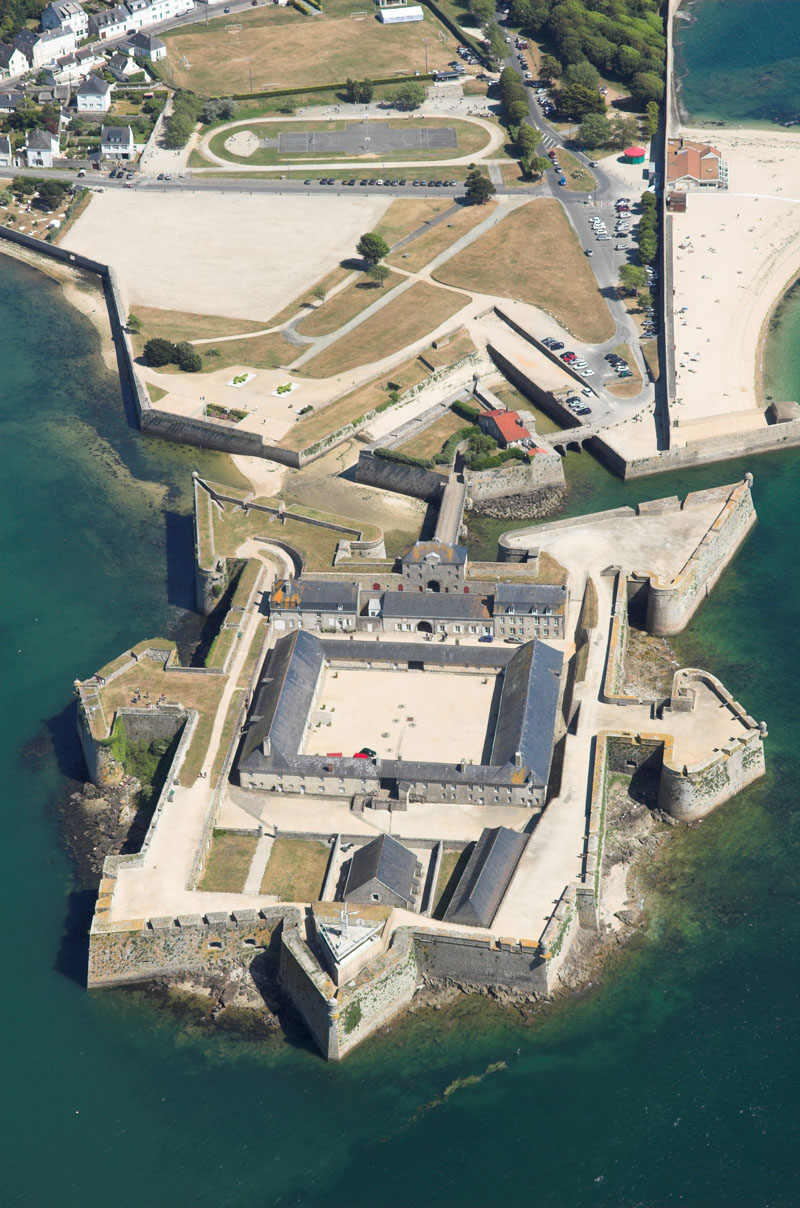
Цитадель в Пор-Луи
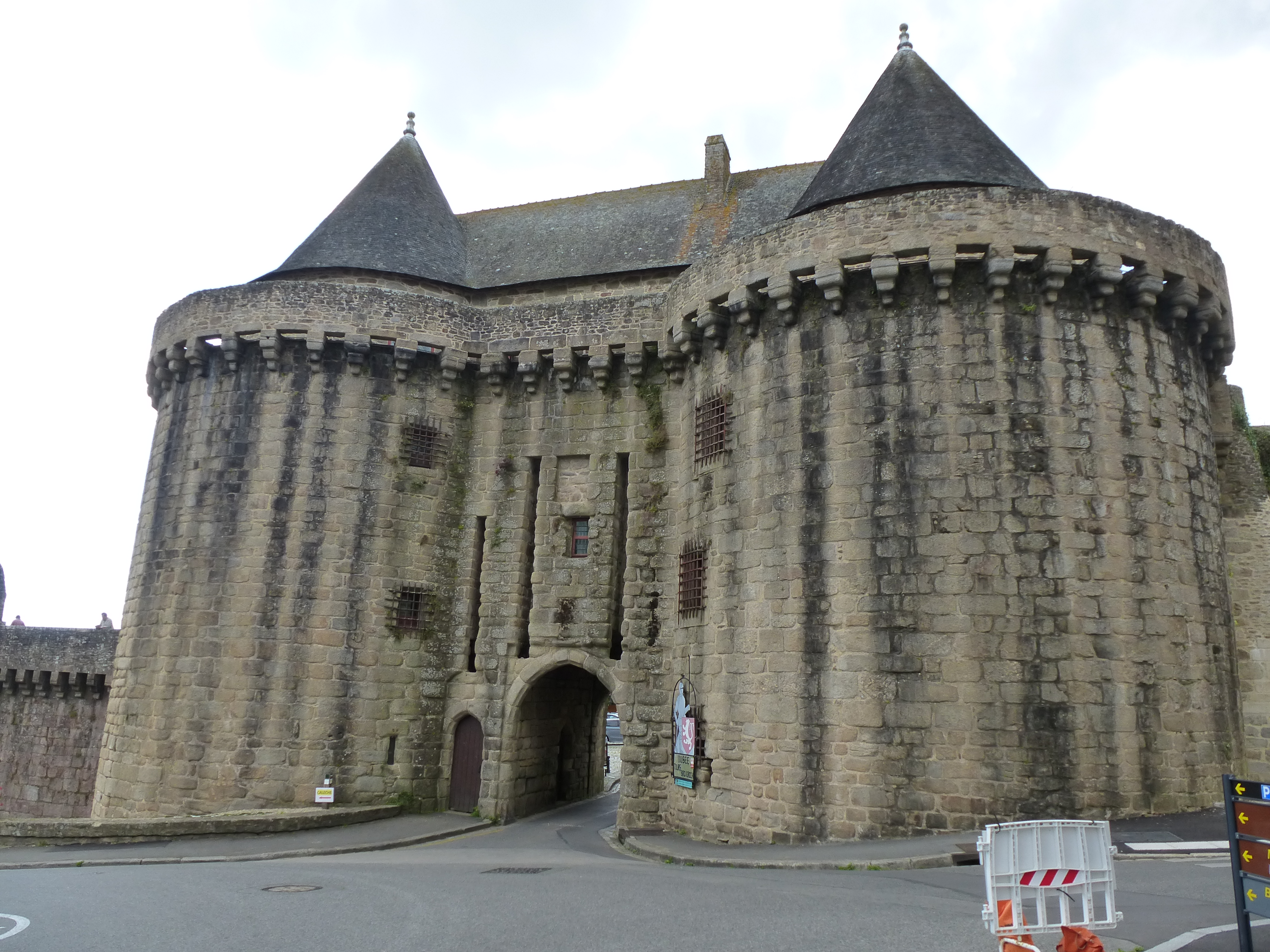
Башни Бро-Эрош в Энбоне
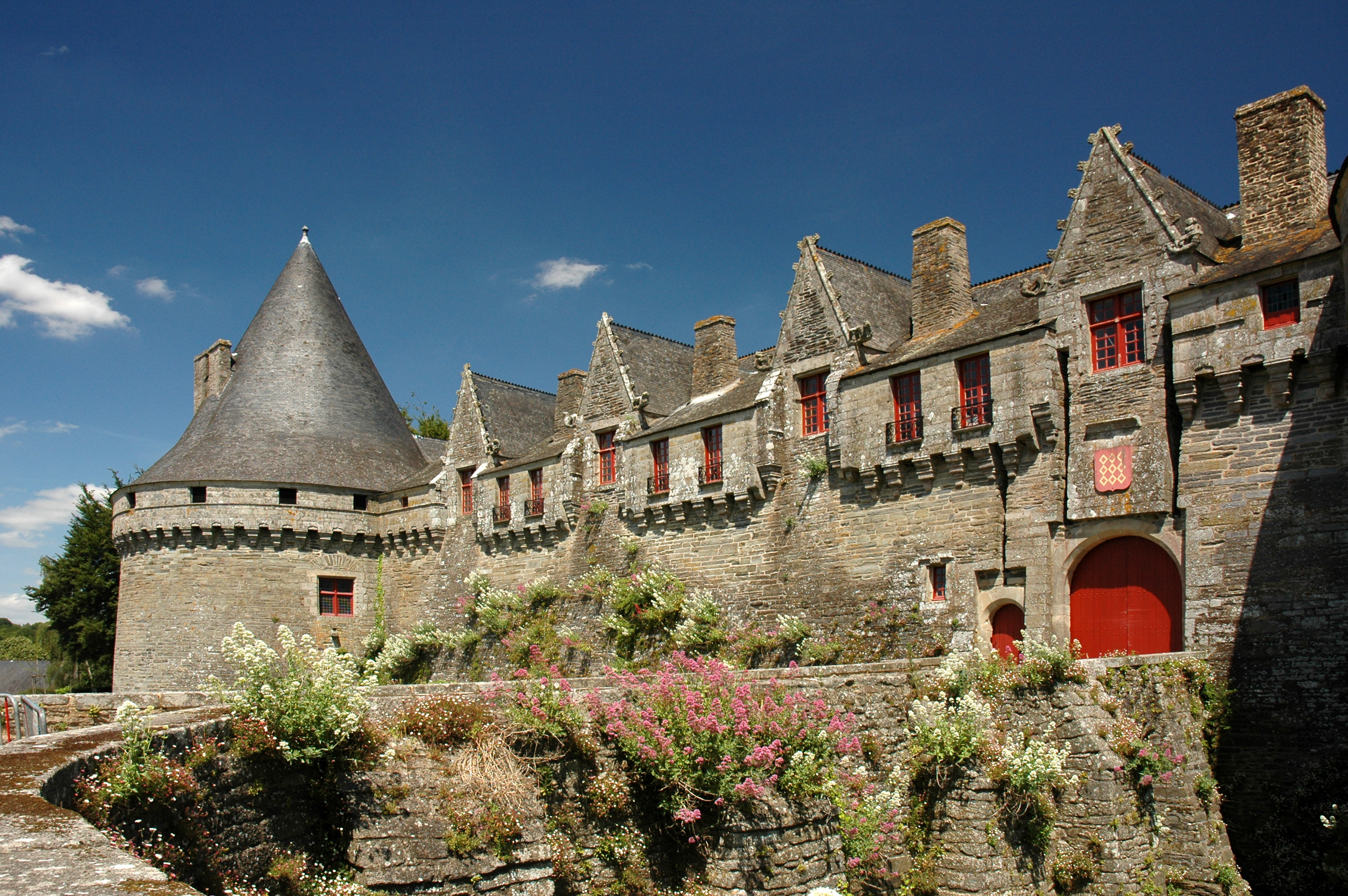
Шато Понтиви
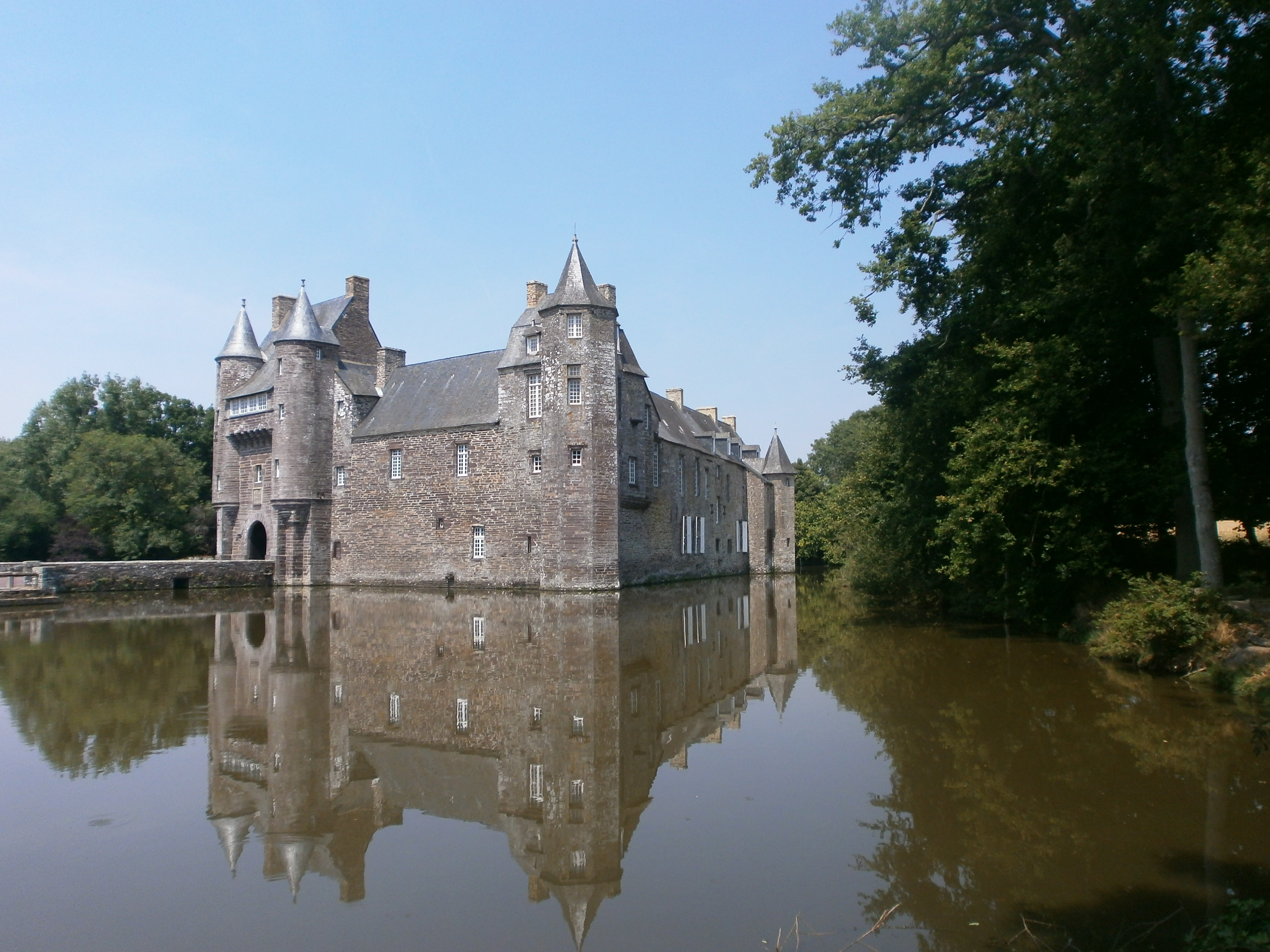
Замок Трекессон в Кампенеаке

## Политика
Результаты голосования жителей департамента на Президентских выборах 2022 г.:
1-й тур: Эмманюэль Макрон ("Вперёд, Республика!") — 32,68 %; Марин Ле Пен (Национальное объединение) — 22,01 %; Жан-Люк Меланшон («Непокорённая Франция») — 18,02 %; Янник Жадо ("Европа Экология Зелёные") — 5,78 %; Эрик Земмур («Реконкиста») — 5,69 %; Прочие кандидаты — менее 5 %.
2-й тур: Эмманюэль Макрон — 62,81 % (в целом по стране — 58,55 %); Марин Ле Пен — 37,19 % (в целом по стране — 41,45 %).

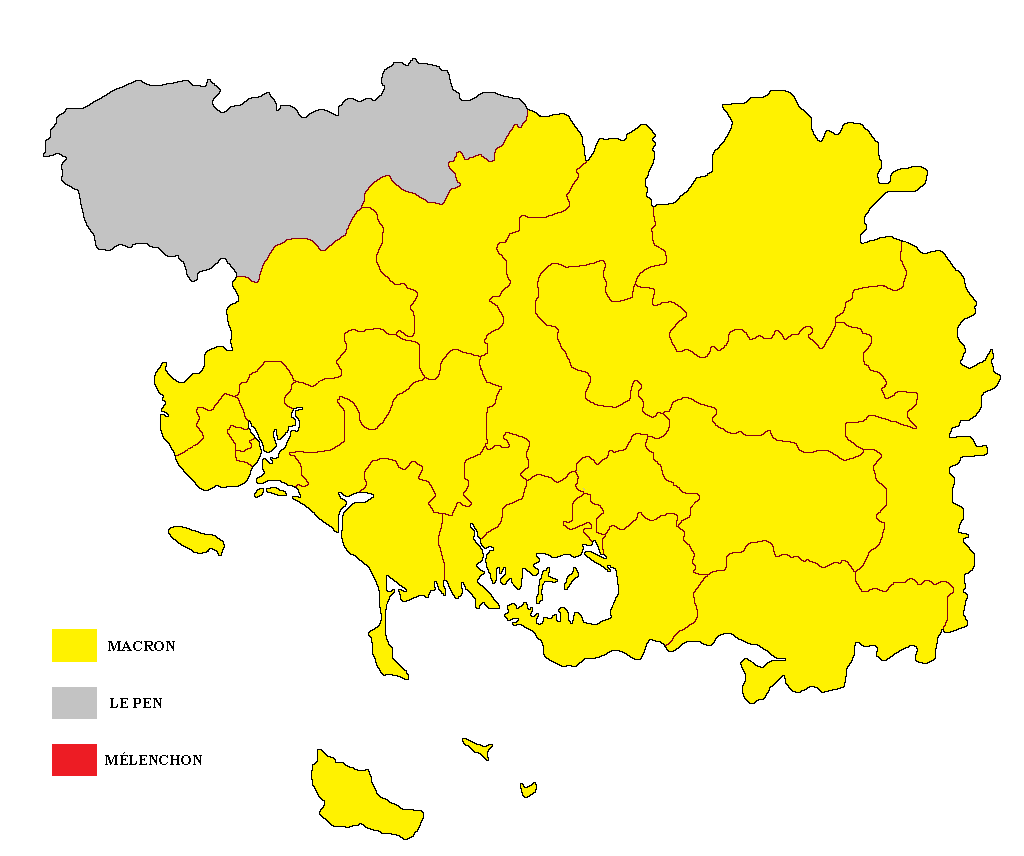
Президентские выборы 2022. Результаты 1 тура (по кантонам)
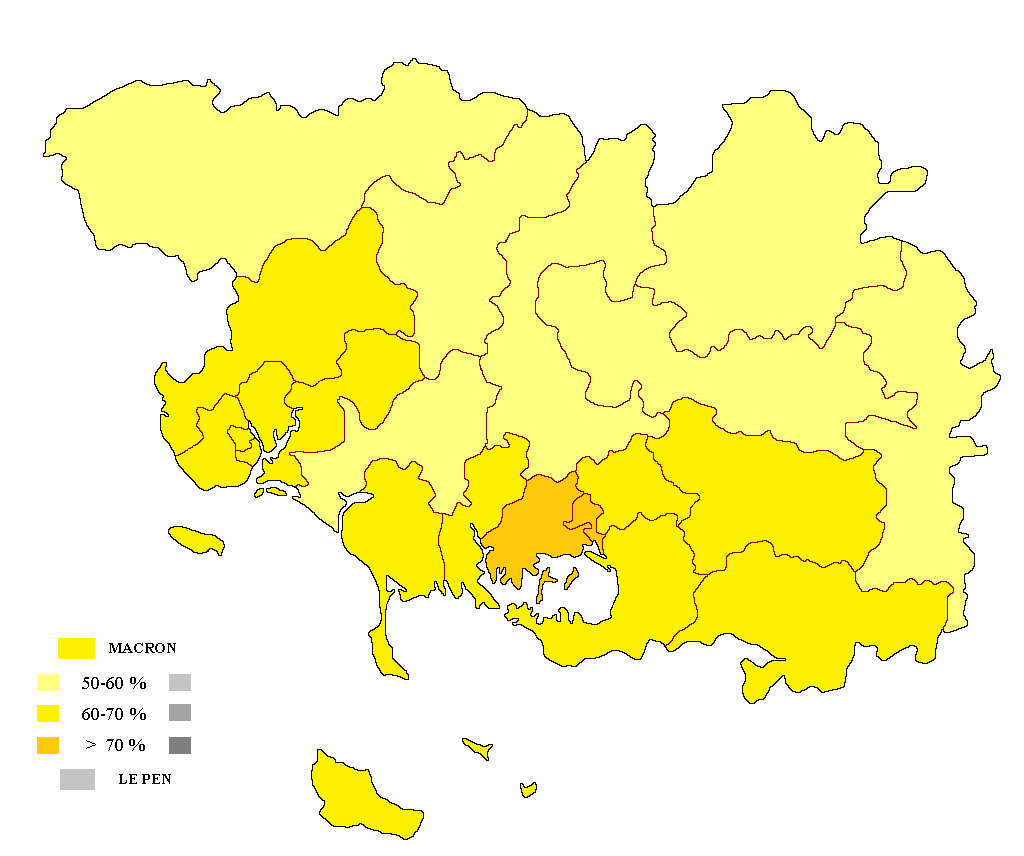
Президентские выборы 2022. Результаты 2 тура (по кантонам)
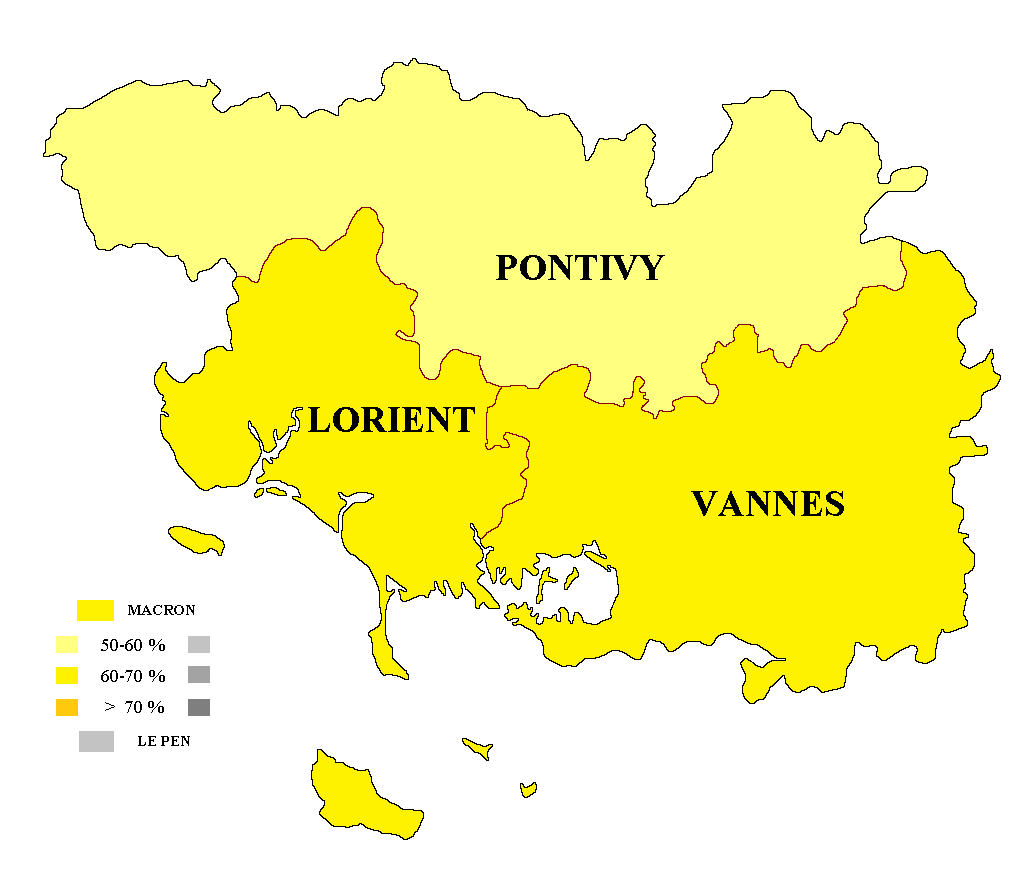
Президентские выборы 2022. Результаты 2 тура (по округам)

(2017 год — 1-й тур: Эмманюэль Макрон («Вперёд!») — 27,86 %; Франсуа Фийон («Республиканцы») — 20,88 %; Марин Ле Пен (Национальный фронт) — 17,69 %; Жан-Люк Меланшон («Непокорённая Франция») — 17,49 %; Бенуа Амон (Социалистическая партия) — 7,33 %. Прочие кандидаты — менее 5 %. 2-й тур: Эмманюэль Макрон — 71,56 % (в целом по стране — 66,10 %); Марин Ле Пен — 28,44 % (в целом по стране — 33,90 %)).
(2012 год — 1-й тур: Франсуа Олланд (Социалистическая партия) — 28,29 %; Николя Саркози (Союз за народное движение) — 28,15 %;   Марин Ле Пен (Национальный фронт) — 15,55 %; Франсуа Байру (Демократическое движение) — 10,85 %; Жан-Люк Меланшон (Левый фронт) — 10,24 %. Прочие кандидаты — менее 5 %. 2-й тур: Франсуа Олланд — 51,73 % (в целом по стране — 51,62 %); Николя Саркози — 48,27 % (в целом по стране — 48,38 %)).
(2007 год — 1-й тур: Николя Саркози (Союз за народное движение) — 29,80 %; Сеголен Руаяль (Социалистическая партия) — 25,13 %; Франсуа Байру (Союз за французскую демократию) — 21,98 %; Жан-Мари Ле Пен (Национальный фронт) — 9,02 %. Прочие кандидаты — менее 5 %. 2-й тур: Николя Саркози — 46,14 % (в целом по стране — 51,12 %); Сеголен Руаяль — 48,88 % (в целом по стране — 46,94)).
В результате выборов в Национальное собрание в 2022 г. 6 мандатов от департамента Морбиан распределились следующим образом: «Вперед, Республика!» — 3, «Демократическое движение» — 1, «Горизонты» — 1, Регионалисты — 1. (2017 год — 6 мандатов: «Вперед, Республика!» — 5, независимый депутат — 1. 2012 год — 6 мандатов: СП — 3, Разные левые — 1, СНД — 1, Демократический бретонский союз — 1. 2007 год — 6 мандатов: СНД — 5, СП — 1).
На региональных выборах 2021 года во 2-м туре победил «левый блок» во главе с действующим президентом Регионального совета Бретани Лоиком Шене-Жираром, получивший 28,72 % голосов,  второе место получил «правый блок» во главе с Изабель ле Калленнек — 20,22 %, третье место заняли «зелёные» во главе с Клер Демаре-Пуарье с 18,15 % голосов, четвертым было Национальное объединение во главе с Жилем Пеннелем — 16,57 %, пятыми «центристы» во главе с Тьерри Бюрло ― 16,35 %. (2015 год: «левый блок» ― 49,48 %, «правый блок» — 29,11 %, Национальный фронт — 21,41 %).

## Совет департамента
После выборов 2021 года большинством в Совете департамента обладают правые партии. Президент Совета департамента — Давид Лапартьян (Республиканцы).
Состав Совета департамента (2021—2028):
|                        | Партия                        | Кол-во мест            | +/- (к 2011 г.)        |
| Большинство: (34 мест) | Большинство: (34 мест)        | Большинство: (34 мест) | Большинство: (34 мест) |
| ---------------------- | ----------------------------- | ---------------------- | ---------------------- |
|                        | Разные правые                 | 23                     | 0                      |
|                        | Республиканцы                 | 6                      | -4                     |
|                        | Демократическое движение      | 2                      | +2                     |
|                        | Разные левые                  | 2                      | +2                     |
|                        | Союз демократов и независимых | 1                      | 0                      |
| Оппозиция (8 места):   |                               |                        |                        |
|                        | Разные левые                  | 4                      | -1                     |
|                        | Социалистическая партия       | 2                      | -1                     |
|                        | Коммунистическая партия       | 1                      | +1                     |
|                        | Европа Экология Зелёные       | 1                      | +1                     |